# Романовка (Баганский район)
Рома́новка — деревня в Баганском районе Новосибирской области. Входит в Андреевский сельсовет

## География
Площадь деревни — 49 гектаров

## История
Основана в 1908 году. В 1928 г. деревня Романовка состояла из 80 хозяйства, основное население — украинцы. В составе Курского сельсовета Андреевского района Славгородского округа Сибирского края.

## Население
| 1926 | 1976 | 1995 | 2002 | 2007 | 2010 |
| ---- | ---- | ---- | ---- | ---- | ---- |
| 383  | ↘254 | ↘186 | ↘145 | ↘111 | ↗120 |

## Инфраструктура
В деревне по данным на 2006 год функционируют 1 учреждение здравоохранения, 1 образовательное учреждение.